# پاکستونیا (پنسیلوانیا)
پاکستونیا (به انگلیسی: Paxtonia) یک منطقهٔ مسکونی در ایالات متحده آمریکا است که در Dauphin County واقع شده‌است. پاکستونیا ۶٫۰ کیلومتر مربع مساحت و ۵٬۴۱۲ نفر جمعیت دارد و ۱۵۸٫۵ متر بالاتر از سطح دریا واقع شده‌است.